# Olle Falk
Olof "Olle" Falk, född 21 juli 1888 i Offerdals församling, Jämtlands län, död 1 januari 1978 i Offerdals kbfd, Jämtlands län, var en riksspelman och torpare från Könsta i Offerdals socken, Krokoms kommun, Jämtland. Falk var en i Jämtland legendarisk fiolspelman som bland annat blev känd för sina tolkningar av Lapp-Nils-polskor. Han var bland annat innehavare av Bror Hjorths Gås-Anders-medalj. Han var bror till spelmannen Ante Falk.

## Utmärkelser
- 1950 – Zornmärket i silver.
- 1952 – Gås Anders-medaljen.
- 1961 – Zornmärket i guld.